# Oxymeris fatua
Oxymeris fatua é uma espécie de gastrópode do gênero Oxymeris, pertencente a família Terebridae.